# Anselm de Canterbury
Anselm de Canterbury sau de Aosta (n. 1033, Aoste, Valle d'Aosta, Italia – d. 21 aprilie 1109, Canterbury, Regatul Angliei) a fost arhiepiscop de Canterbury, teolog și filosof neoplatonic, unul din cei mai de seamă gânditori din epoca sa. În filosofie a fost întemeietorul argumentului ontologic, iar în teologie întemeietorul soteriologiei. A fost declarat sfânt în Biserica Anglicană și Biserica Catolică.

## Biografie
Deși numit uneori „din Canterbury” , Anselm era originar din cetatea Aosta, Italia, unde s-a născut în 1033, în Regatul Burgundiei. Aosta se află în Alpii Italieni, în regiunea Valea Aosta, pe actuala frontieră a Italiei cu Franța și Elveția. 
Anselm provenea dintr-o familie nobilă, deținătoare de moșii. Tatăl lui Anselm, Gundulf, era longobard, și avea o fire violentă. Mama lui, Erenberga, era o femeie pioasă, căreia Anselm îi datorează educația creștină. La cincisprezece ani, Anselm a vrut să intre în mănăstire, dar nu a primit permisiunea tatălui său.
Și-a început educația sub tutela benedictinilor din locul natal. După moartea mamei sale cunoaște o scurtă perioadă de rătăcire, dar, atras fiind de celebritatea abatelui Lanfranc al abației benedictine din Bec, Normandia, Anselm pleacă într-acolo și devine călugăr în 1060. Va deveni un erudit și va preda la școala pe de lângă mănăstire.
După ce Normandia cucerește Anglia, Lanfranc devine arhiepiscop de Canterbury (1070) iar Anselm, în locul acestuia, abate la Mănăstirea Bec. 
Mai târziu, în 1093, Anselm va fi ales arhiepiscop de Canterbury și va muri în 1109. Elevul său, Eadmer, va scrie o biografie amplă a lui Anselm, păstrată.
Textele sale celebre, Monologion și Proslogion, au fost scrise în perioada de la Bec (primul, terminat în 1076 iar al doilea scris în 1077-1078). A mai scris, tot la Bec, De grammatico, De veritate, De libertate arbitrii (între 1080 și 1085), De casu diaboli (între 1085 și 1090), Epistola de incarnatione verbi sau De fide trinitatis (1092-1094). Ulterior, la Canterbury, a scris Cur deus homo (De ce s-a făcut Dumnezeu om, în 1098) și De conceptu virginali et de originali peccato (Despre concepția imaculată și despre păcatul originar, în 1099-1100). Au fost păstrate de asemenea alte scrieri, precum rugăciuni și meditații, scrisori oficiale etc.

## Filosofia lui Anselm
Anselm se încadrează în tradiția augustiniană specifică epocii (reprezentând chiar punctul culminant al acesteia), fiind influențat însă și de Boethius, a cărui autoritate creștea progresiv și prin intermediul căruia se fac simțite, încă în Monologion, o serie de idei aristotelice. Anselm cunoștea prima parte din dialogul Timaios al lui Platon (până la 53c, tradus și comentat de Chalcidius), ca și, foarte probabil, textele areopagitice. Există, de asemenea, în De ce s-a făcut Dumnezeu om, o referire la celebrul argument aristotelic al „bătăliei navale”, pe care Anselm, necunoscător de greacă, putea să-l știe tot din textele lui Boethius. 

### Rațiune și credință
Preocupat, ca și predecesorii săi (de exemplu Ioan Scotus Eriugena), de problema raportului dintre rațiune și credință, Anselm încearcă să demonstreze anumite adevăruri ale credinței, căutând așa-numite rationes necessariae (rațiuni necesare) pentru acestea. În Proslogion încearcă să găsească astfel de rațiuni necesare pentru existența și natura lui Dumnezeu, după ce în Monologion adusese rațiuni pentru ideea de Trinitate. De ce s-a făcut Dumnezeu om este o încercare similară privind întruparea. 
Miza acestor încercări este o punere a rațiunii în situații similare ascezei, motiv pentru care textele lui Anselm nu abundă în citate sau referiri biblice cât mai ales în argumentații dense, menite a confirma compatibilitatea totală dintre rațiune și credință. Pentru Anselm, argumentum nu înseamnă „argument logic” ci mai degrabă dovedirea cu ajutorul unei experiențe.
În acest fel Anselm încearcă să experimenteze totul, inclusiv existența Trinității. Toate acestea, fără a considera că nu mai trebuie să rămână nici un mister sau taină în credință. El demonstrează că Dumnezeu este treimic dar nu explică modul în care se raportează Persoanele divine una la alta.
Pe de altă parte, Anselm nu confundă demonstrarea (oferirea de „rațiuni necesare”) cu ideea de cauzalitate. Este foarte important, pentru Anselm, doar faptul că adevărurile credinței pot fi demonstrate, ceea ce nu înseamnă și stabilirea vreunei cauzalități în raportul omului cu Dumnezeu, sau anularea ideii de voință liberă. 
Rațiunile necesare nu aduc în discuție necesitatea absolută ci, în termenii lui Boethius, necesitatea condiționată: dat fiind faptul că omul există, că el a fost creat pentru fericirea eternă, că a căzut prin alegere proprie, era necesară Întruparea; altfel, ea nu ar fi avut loc.
Apoi, trebuie să înțelegem faptul că, pentru Anselm, rațiunile necesare nu aveau rolul de a demonstra lucruri care altfel ar fi putut fi contrazise. El nu pornește de la îndoială sau nesiguranță pentru a ajunge să se convingă de adevărul – altfel incert – al unor propoziții. Demonstrând – în Proslogion – existența lui Dumnezeu, Anselm nu pornește de la afirmația că Dumnezeu nu există, pentru a ajunge în final să afirme contrariul. Anselm crede cu tărie, de la bun început, în adevărurile pe care le demonstrează. Altfel spus, el nu urmărește să construiască proptele pentru credință, ci să exploreze rațional adevăruri în care crede deja, cu scopul întăririi rațiunii însăși. 
Demonstrațiile lui Anselm au rolul unor explorări; el își dorește să vadă ceea ce știe deja că există. Credo ut intelligam, cred pentru a putea înțelege, este celebra axiomă pe care ne-a lăsat-o Anselm. Sau, pentru a completa: „fides quaerens intellectum” (credința căutând înțelegerea), acesta fiind titlul inițial al Proslogion-ului. Credința este condiția înțelegerii adevărurilor, lipsa credinței putând însemna un handicap pentru exercitarea corectă a rațiunii.

## Scrieri
Anselm a scris lucrări filosofice și teologice. Pe lângă acestea îi sunt atribuite și o serie de rugăciuni lungi, formulate în vechiul stil patristic latin, precum și patru sute șaptezeci și cinci de scrisori.
- Monologion ori Cuvântul dintâi despre ființa dumnezeiască sau pilda despre credința rațiunii (Monologium de divinitatis essentia sive exemplum de ratione fidei)
- Proslogion ori Cuvântul următor sau credința în căutarea înțelegerii (Proslogium sive fides quærens intellectum)
- Gramatica ori Dialog despre gramatică (Dialogus de grammatico)
- Despre adevăr (De veritate)
- Despre libertatea de a alege (De libertate arbitrii)
- Despre căderea diavolului (De casu diaboli)
- Epistola despre întruparea Cuvântului (Epistola de incarcatione)
- De ce Dumnezeu s-a făcut om (Cur deus homo)
- Despre zămislirea feciorelnică și despre păcatul strămoșesc
- Despre putință și neputință
- Despre credința treimică (De fide trinitatis)
- Despre purcederea Spiritului Sfânt (De processione spiritus sancti)
- Epistola despre euharistie ori Epistola despre jertfirea dospitelor și azimilor

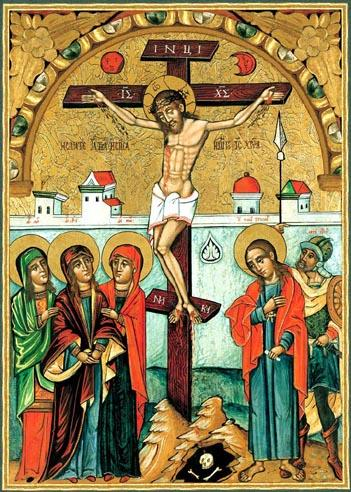
«De ce Dumnezeu s-a făcut om?», chestiunea fundamentală a sfântului Anselm.

- Epistola despre tainele Bisericii

### “Monologion”
În cartea aceasta, Anselm pune înainte argumentul cauzal, preluat de la Platon și Augustin de Hipona.
Anselm spune că tot ceea ce există, are una sau mai multe cauze. Dacă există o cauză, și numai una, atunci aceasta e Dumnezeu, ființa unitară, în care toate își au originea. Dacă există mai multe cauze, atunci sunt trei posibilități:
- Acestea mai multe depind de unitate;
- Fiecare lucru e auto-cauzat: fiecare e propria sa cauză;
- Fiecare lucru are drept cauză pe toate celelalte lucruri în afară de el.

Prima posibilitate de reduce la ipoteza primară, conform căreia există numai o cauză. A doua posibilitate presupune o forță pe care ar avea-o toate lucrurile, și anume forța de a se auto-cauza. În acest caz toate lucrurile participă la o forță supremă, ceea ce presupune necesitatea unei cauze primare. A treia posibilitate e absurdă. Dar atunci există o ființă care e cauza a toate, și care e mai desăvârșită decât oricare alta: ființa cea mai reală. Și dacă această ființă nu depinde de altele, ci își e sa propria cauză, atunci această ființă există pentru că există, pentru că e necesară.

### “Proslogion”
Anselm formulează argumentul ontologic, inspirat din teoria ideilor a lui Platon. Oamenii pot avea diferite calități și desăvârșiri. Or e nevoie de un izvor al tuturor desăvârșirilor. Dumnezeu e cel decât care nu se poate cugeta ceva mai desăvârșit. Când omul se referă la Dumnezeu, formulând atribute, nu face decât o descriere palidă a atributelor lui Dumnezeu. E greșit a spune că Dumnezeu are bunătate și înțelepciune; el e bunătatea și înțelepciunea. 
Câtă vreme omul are în sine ideea de Dumnezeu, acesta trebuie să existe în mod necesar deoarece o idee care se referă la un Dumnezeu inexistent (sau la unul cu existență contingentă) nu este o idee de Dumnezeu. 

### “De ce Dumnezeu s-a făcut om”
Vezi și articolul principal Cur deus homo.
Prin cartea aceasta, Anselm e primul care a consacrat o lucrare de teologie dedicată mântuirii: astfel creează un nou domeniu în teologie: soteriologia. În același timp, dezvoltă dogma ispășirii.
După Anselm, păcatul e o ofensă grea împotriva lui Dumnezeu, care îi dă dreptate acestuia din urmă de a se mânia împotriva omului. Prin păcat, omul răpește cinstea lui Dumnezeu. Or dacă Dumnezeu se lasă călcat în picioare de către propria creatură, atunci nu face diferență între păcătos și drept, deci nu poate fi Dumnezeu. Să ierte doar din milostivire nu se poate; să împlinească dreptatea fără milostivire, nici aceasta nu se poate. Dumnezeu trebuie să fie deopotrivă drept și milostiv. Drept aceea, urmează că păcatul va trebui pedepsit ori reparat printr-o despăgubire (satisfactio), pe care omul trebuie să o dea lui Dumnezeu. Aici Anselm răspunde: nu o pedeapsă, ci o despăgubire. Pe această despăgubire, fie că Dumnezeu și-o ia singur, fie că omul o dă lui Dumnezeu. Cum?
- Despăgubirea se va face față de Dumnezeu, și nicidecum față de diavol.
- Omul îi va da lui Dumnezeu un lucru care să nu i se cuvină pur și simplu prin relația creator-creatură.
- Omul fiind stricat, nu e în stare să-l despăgubească pe Dumnezeu; chiar dacă omul ar vrea să-și dea viața pentru Dumnezeu, aceasta e prea puțin, căci chiar dacă n-ar fi păcătuit, omul i-ar fi datorat oricum lui Dumnezeu viața.
- Isus l-a despăgubit pe Dumnezeu în numele omenirii, căci i-a dat nu numai ascultarea, pe care i o datora Tatălui, ci și-a dat și viața, ceea ce nu i o datora; întru totul sfânt, Cristos nu avea nevoie să moară pentru păcatele sale, dar fiind sfânt a murit pentru a despăgubi păcatele tuturor celor ce cred în el.

### “Despre căderea diavolului”
Atât oamenii, cât și o parte din îngeri au păcătuit. Prin Cristos omul se poate mântui, pentru că Cristos l-a despăgubit pe Dumnezeu în numele oamenilor, murind pe cruce. Or nu există nimeni care să-l poată despăgubi pe Dumnezeu în numele demonilor, căci dacă o altă persoană a Sfintei Treimi, de pildă Spiritul Sfânt, ar vrea să moară pentru demoni, nu ar putea face aceasta, pentru că demonii nu sunt trupești, ci spirituali, iar cel care ar trebui să moară pentru ei, ar trebui să moară spiritual. Or acest lucru e imposibil. De aceea pentru demoni nu mai există șansă de mântuire, și de aceea ei sunt invidioși pe oameni.

### “Despre purcederea Spiritului Sfânt”
Anselm a trăit în perioada schismei celei mari, pentru care problema principală a fost filioque. Bizantinii păstrau formula din Evanghelia după Ioan, 15:26, potrivit căreia Spiritul Sfânt «de la Tatăl purcede». O parte din latini au adoptat formula: «de la Tatăl și de la Fiul purcede». Anselm încearcă să le împace pe cele două, pledând totuși pentru prima, dar considerând că a doua nu știrbește credința.

### “Epistola despre euharistie”
Anselm primește o scrisoare, în care un episcop de pe continent se plânge că ar fi văzut preoți ce săvârșeau euharistia cu pâine dospită și fără acoperăminte liturgice. În Anglia, pe vremea aceea, se folosea încă pâine dospită, de aceea, într-o anumită măsură, Anselm se justifică. El răspunde cu diferite argumente scripturare, unele în favoarea pâinii dospite, altele în favoarea pâinii azime. Conclude că amândouă sunt valide, și că nu trebuie să se facă dezbinare pentru un lucru atare. De asemenea Anselm spune că gesturile liturgice țin de folclorul local, iar acoperămintele se folosesc împotriva muștelor, și nu cu un scop magic.

## Sărbătoare
Sfântul Anselm de Canterbury e sărbătorit pe 21 aprilie.

## Ediții în limba română
- Despre adevăr (De veritate), ediție bilingvă, traducere de Cristian Bejan și studiu de Andrei Marinca, Editura Ratio et Revelatio, Oradea, 2015
- Despre libertatea alegerii (De libertate arbitrii), ediție bilingvă, traducere și note de Laura Maftei, studiu de Ovidiu Stanciu, Editura Polirom, Iași, 2006.
- Monologion sau despre esența lui Dumnezeu, ediție bilingvă, traducere, note și comentarii de Alexander Baumgarten, Editura Apostrof, Cluj-Napoca, 1998.
- De ce s-a făcut Dumnezu om (Cur Deus homo), ediție bilingvă, traducere, note și comentarii de Emanuel Grosu, Editura Polirom, Iași, 1997.
- Proslogion sau despre existența lui Dumnezeu, ediție bilingvă, traducere, note și postfață de Alexander Baumgarten, Editura Apostrof, Cluj-Napoca, 1996.